# C/1885 X1
C/1885 X1 é um cometa não periódico descoberto na França em 1 de dezembro de 1885 por Louis Fabry.